# Геодезична дуга Струве (монета)
«Геодези́чна дуга́ Стру́ве» (до 200-рі́ччя поча́тку зді́йснення астроно́мо-геодези́чних робі́т) — пам'ятна монета номіналом 5 гривень, випущена Національним банком України, присвячена 200-річчю початку здійснення астрономо-геодезичних робіт на об'єкті Геодезичної дуги Струве. Геодезична дуга Струве — тріангуляційні вимірювальні пункти, які використовували для визначення параметрів Землі, її форми та розміру, унікальний об'єкт списку Світової спадщини ЮНЕСКО — перша в історії ЮНЕСКО науково-технічна пам'ятка культури, що проходить через 10 країн Європи. Створив цей унікальний об'єкт видатний астроном Фрідріх Струве.
Монету введено в обіг 7 червня 2016 року. Вона належить до серії «Інші монети».

## Опис монети та характеристики
| Номінал грн. | Метал      | Маса, г | Діаметр, мм | Якість виготовлення       | Гурт     | Тираж, штук |
| ------------ | ---------- | ------- | ----------- | ------------------------- | -------- | ----------- |
| 5            | нейзильбер | 16,54   | 35,0        | спеціальний анциркулейтед | рифлений | 30 000      |

### Аверс
На аверсі монети розміщено: угорі малий Державний Герб України, ліворуч напис півколом — «УКРАЇНА», під яким — рік карбування монети «2016», унизу номінал «5/ГРИВЕНЬ» та логотип Банкнотно-монетного двору Національного банку України; на дзеркальному тлі зображено геодезичний прилад теодоліт, праворуч від якого — схематична тріангуляція та назви країн, через які проходить дуга Струве: «НОРВЕГІЯ», «ШВЕЦІЯ», «ФІНЛЯНДІЯ», «РОСІЯ», «ЕСТОНІЯ», «ЛАТВІЯ», «ЛИТВА», «БІЛОРУСЬ», «УКРАЇНА», «МОЛДОВА».

### Реверс
На реверсі монети на дзеркальному тлі зображено портрет Струве, праворуч від якого написи півколом: «ГЕОДЕЗИЧНА ДУГА СТРУВЕ/1816 — 1855 — роки», протягом яких проводились вимірювання; ліворуч від портрета — стилізована композиція: на тлі географічної карти дуга Струве та написи: «ФУГЛЕНЕС, 2822 км» (угорі) та «СТАРА НЕКРАСІВКА» (унизу).

## Автори
- Художник — Кочубей Микола.

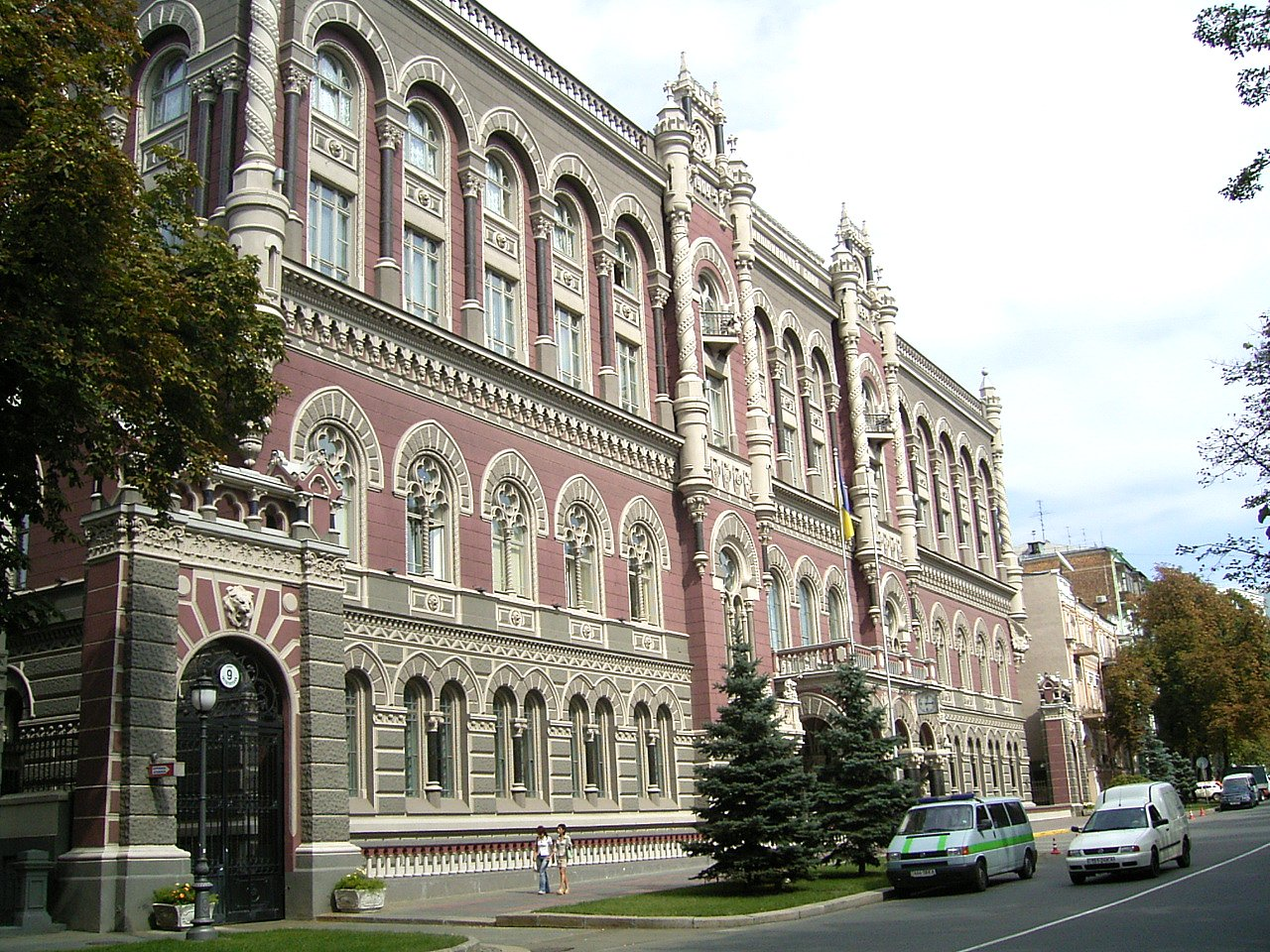
Будівля Національного банку України

- Скульптори: Іваненко Святослав, Демяненко Анатолій.

## Вартість монети
Під час введення монети в обіг у 2016 році, Національний банк України реалізовував монету через свої філії за ціною 38 гривень.
Фактична приблизна вартість монети, з роками змінювалася так:
| Рік        | 2017 | 2018 | 2019 | 2020 | 2021 | 2022 | 2023 | 2024 |
| ---------- | ---- | ---- | ---- | ---- | ---- | ---- | ---- | ---- |
| Ціна, грн. | 50   | 55   | 60   | 60   | 65   | 70   | 105  | 150  |